# Читинская республика
Чити́нская респу́блика — непризнанное государство, самопровозглашённое в результате захвата власти в городе Читинским комитетом РСДРП и Советом солдатских и казачьих депутатов в ноябре 1905 — январе 1906 года.

## Предпосылки развития революционного движения

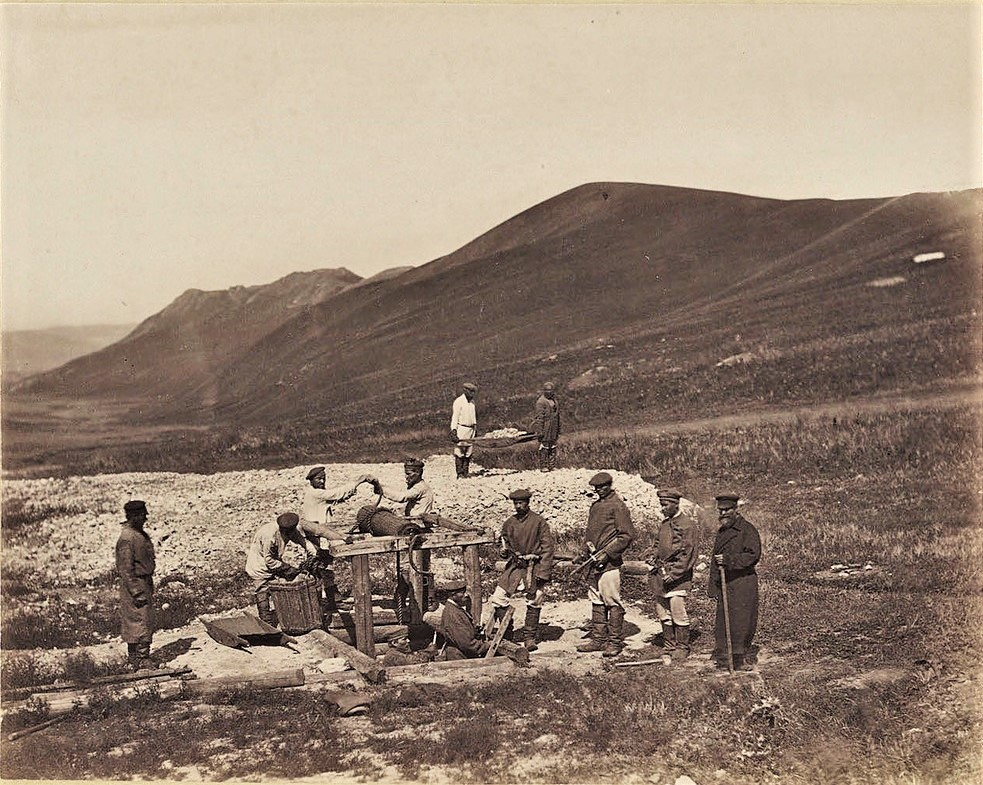
Спуск каторжан в шахту. Савинский рудник Горно-Зерентуйской дистанции Нерчинского горного округа. 1891 год. Фотография А. К. Кузнецова

С самого начала освоения Забайкалья государство использовало этот край как место для ссылки. С 1826 до 1917 года на каторге находилось большое количество политических каторжан.
С началом нового этапа революционного движения в 1860-х годах увеличилось количество каторжан направляемых на Нерчинскую каторгу. В это время число каторжан достигало 78 % от общего числа занятых в горнорудной промышленности Забайкалья.
Через каторгу в Забайкалье прошли революционеры Н. Г. Чернышевский, М. Л. Михайлов, Н. А. Ишутин, И. Н. Мышкин, П. А. Алексеев, революционеры-большевики В. К. Курнатовский, Е. М. Ярославский и другие.
Труд каторжников активно использовался в горнорудной промышленности. При рудниках появляются новые тюрьмы: Покровская (1884), Акатуйская (1887), Зерентуйская каменная (1889), Кадаинская (1891), Мальцевская (1892).
После освобождения из тюрем каторжане оставались на поселении в Забайкалье, что способствовало распространению революционных идей и вовлечению местных жителей в революционные движения. Например, в начале XX века только в Чите проживало 70 бывших членов партий «Земля и воля» и «Народная воля».
Условия труда на предприятиях горнодобывающей промышленности были тяжелыми не только у каторжан, но и у вольнонаёмных рабочих. Продолжительность рабочего дня составляла 14—16 часов в сутки при низкой заработной плате.
Во второй половине XIX века на золотых приисках рабочие, недовольные условиями труда организовали 33 стачки. Бастующие требовали улучшения условий труда и повышения заработной платы.
Строительство забайкальского участка (от станции Мысовая до города Сретенска) Великой Сибирской железнодорожной магистрали (1895—1900) вызвало приток высококвалифицированных рабочих, многие из которых имели опыт участия в рабочем и революционном движении. В 1900 году на Забайкальской железной дороге трудилось более 9 тыс. рабочих и служащих.
На Забайкальской магистрали были созданы 11 паровозных депо с мастерскими. Наиболее крупные депо располагались в Верхнеудинске, Чите, Хилке, Шилке. В Чите также располагались Главные железнодорожные мастерские.
Отмена крепостного права, вольная и принудительная колонизация Забайкалья привела к значительному увеличению численности населения региона с 284 945 человек в 1864 году до 654 056 человек в 1897 году.
Таким образом, к началу XX века в Забайкалье сложилась социальная обстановка способствовавшая распространению революционных идей, в первую очередь среди пролетариев, число которых увеличивалось за счёт притока из европейской части страны.

## Становление революционного движения

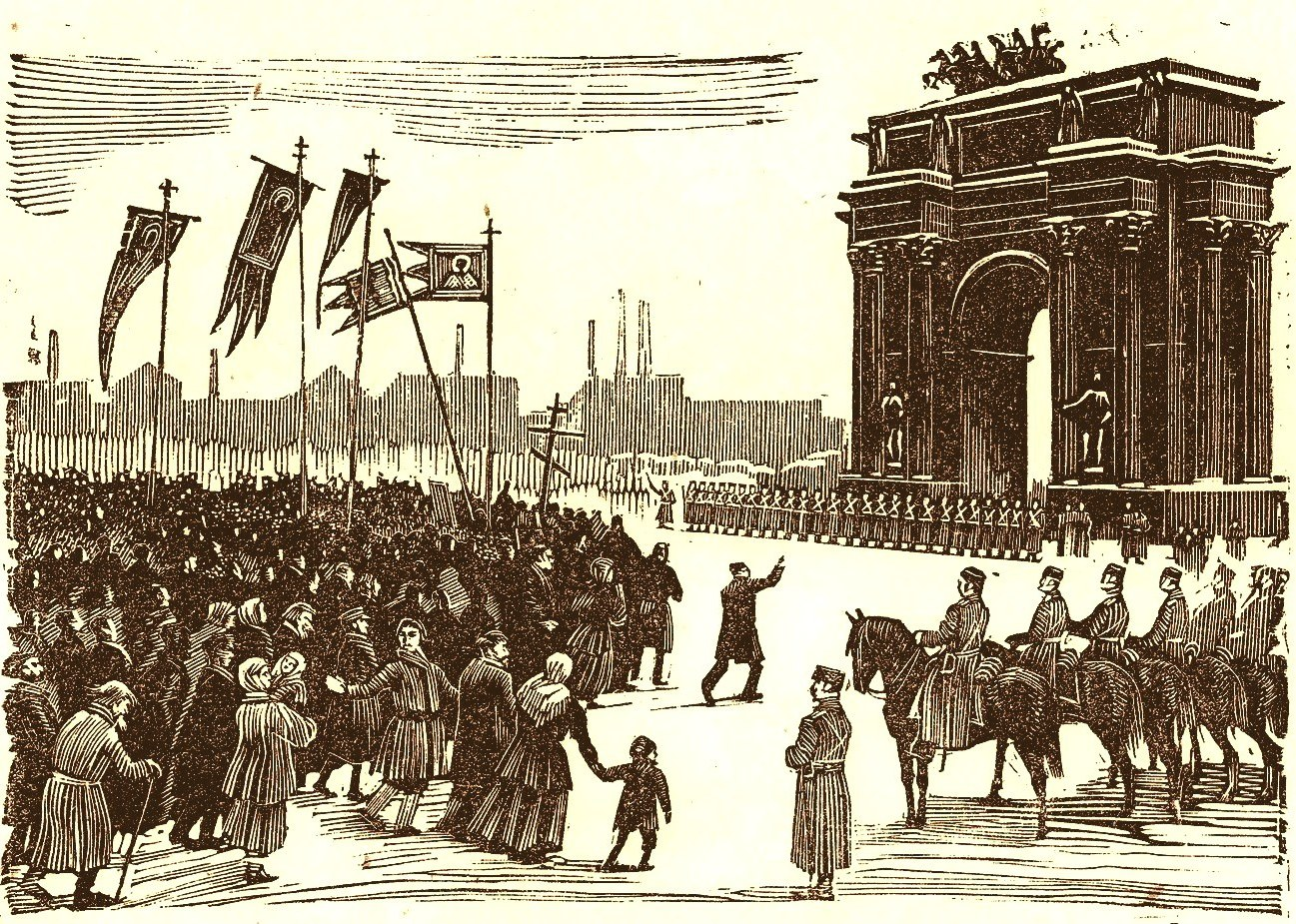
Утром 9-го января (у Нарвских ворот). Гравюра неизвестного художника

В 1898 году в Чите среди работников Главных железнодорожных мастерских М. И. Губельманом (Е. М. Ярославским) и Г. И. Крамольниковым создан первый социал-демократический кружок. Помимо железнодорожников в деятельности кружка принимали участие учащиеся учительской семинарии и гимназий. Среди рабочих и населения активно распространялись идеи марксизма.
В апреле 1902 года создан Читинский комитет РСДРП, в мае проведена маёвка на Титовской сопке.

«…На пасхе среди рабочих железнодорожных мастерских были распространены прокламации, приглашавшие к празднованию 1-го Мая… Прокламации произвели сильное впечатление на рабочих, но сильнее всего они подействовали на губернатора Надарова и обывателей. Власти стали серьёзно готовиться к подавлению бунта.

Надаров отдаёт приказ по войскам — выдать двум сотням казаков шашки. Приготовить пушки. Вооружить две роты пехотинцев и… никакой пощады! 1-го Мая утром погода была отвратительной и рабочие сами не захотели праздновать этот день. Но войска все же были высланы. Человек 150 рабочих устроили маевку — отправились с красным флагом в лес с пением. За ними были снаряжены войска, которые напрасно ожидали бунта…».— Емельян Ярославский для газеты «Искра»
В 1903 году Комитет РСДРП организовывает забастовку железнодорожников. Бастующими были выдвинуты экономические требования, которые были полностью удовлетворены. Весной 1903 года создаётся Союз рабочих Забайкалья.
В январе 1904 года начинается Русско-японская война, Забайкалье становится ближним тылом для действующей в Маньчжурии армии. Это вызывает обострение общественных противоречий. Революционеры считали, что начавшаяся война будет способствовать ослаблению самодержавия. В это время Читинский комитет РСДРП начал активную антивоенную и антиправительственную пропаганду.
К 1905 году социал-демократические организации действовали в Чите, Хилке, Шилке, Сретенске, Нерчинске и ряде других станций.

## Начало революционных выступлений

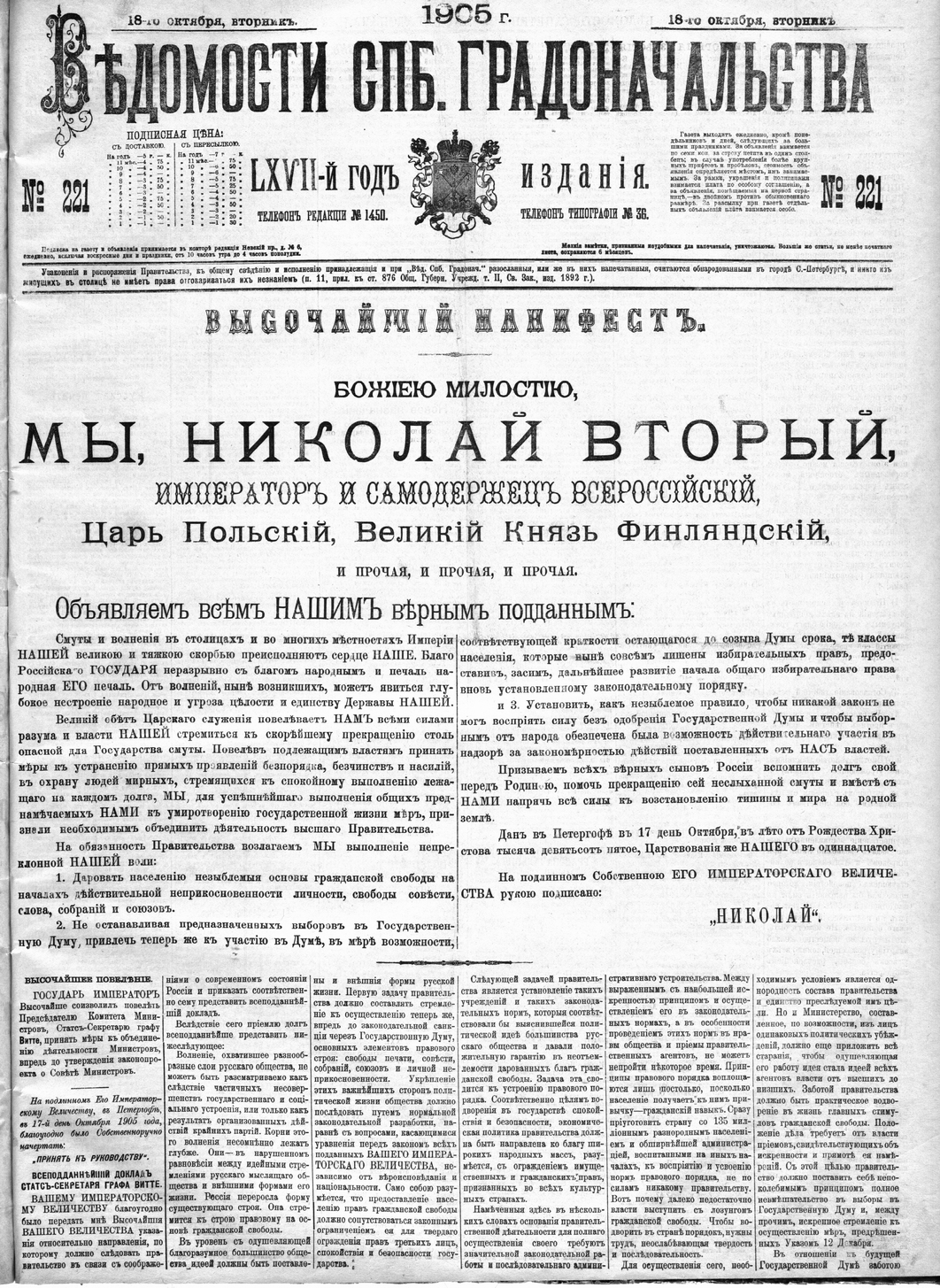
Высочайший Манифест об усовершенствовании государственного порядка

9 (22) января 1905 года в Санкт-Петербурге было разогнано мирное шествие петербургских рабочих к Зимнему дворцу. Против безоружных рабочих было применено огнестрельное оружие. Разгон шествия, повлёкший гибель от нескольких десятков до нескольких сотен человек, вызвал взрыв возмущения в российском обществе и послужил толчком к началу Первой русской революции.
14 (27) января 1905 года в Чите состоялся митинг рабочих Читинских главных железнодорожных мастерских и депо. Митингующие требовали свержения самодержавия, созыва учредительного собрания на основе всеобщего, равного, прямого и тайного голосования, установления демократической республики и прекращения Русско-японской войны, а уже 29-31 января 1905 года рабочими железнодорожниками в Чите организована 1-я политическая забастовка.
1 (14) апреля 1905 года власти, обеспокоенные ростом революционных настроений, ввели военное положение.
18 апреля (1 мая) 1905 года на шпиле памятника Николаю II был установлен красный флаг, железнодорожными рабочими на день приостановлена работа, рабочие приняли участие в маёвке за городом.

«К гражданам!
…9-го января было днём объявления гражданской войны, первым днём всенародной революции… Долой палачей народа! Долой войну! Да здравствует всенародное восстание! Да здравствует всенародный пролетариат — первый боец революции!».— Из прокламаций Читинского комитета РСДРП (Июнь 1905г.)
Рабочие Читинских главных железнодорожных мастерских и депо провели с 8 (21) июля по 27 июля (9 августа) политическую забастовку, поддержанную рабочими Борзи, Могзона, Хилка, Оловянной, Слюдянки, Верхнеудинска.
В августе — сентябре 1905 года Н. Н. Баранский организовал нелегальный съезд рабочих Забайкальской железной дороги, на котором разработан Устав профсоюзных рабочих Забайкальской железной дороги.
В октябре в Москве началась забастовка, которая охватила всю страну и переросла во Всероссийскую октябрьскую политическую стачку.
В Чите забастовка началась 1 (14) октября. Первыми забастовали железнодорожные рабочие по призыву Читинского комитета РСДРП. К бастующим железнодорожникам присоединились служащие почты, телеграфа, телефонной станции, типографские рабочие, учителя и учащиеся.

«Забайкальская железная дорога фактически в руках революционеров, в области начались аграрные волнения… в Чите войска присоединились к революционерам; полиция заменена милицией, которой губернатор дал оружие… Передал в ведение забастовщиков почтово-телеграфную контору. Корреспонденция властей не принимается. Необходимо для восстановления законного порядка присылка надёжных войск».— Телеграмма начальника иркутского жандармского управления в департамент полиции о положении в Чите (25 октября (7 ноября) 1905 года)
2 (15) октября 1905 года Читинский комитет РСДРП, готовивший с начала октября вооружённое восстание, предпринял попытку захвата оружия. При захвате оружия погиб рабочий А. Кисельников, похороны которого переросли в трёхтысячную демонстрацию.

## Восстание в Чите
В 1905 году произошли массовые волнения по всему Забайкалью. Волнения крестьян прошли в 112 селениях. Среди требований преобладали политические.
В армии также происходило революционное брожение. В Забайкалье за 1905—1907 состоялось 18 солдатских выступлений. Из них в Чите за весь период — 14, а за 1905 год на Забайкалье в целом пришлось 8 солдатских выступлений, 6 сопровождались либо выработкой общих требований солдат, либо созданием солдатских организаций: союзов, комитетов, бюро, 7 выступлений были проведены вместе с рабочими.
В казачьих станицах проводили митинги. Одна треть станиц поддержала революционные требования, а некоторые даже выступали за ликвидацию казачьего сословия.
В целом по стране только в период 12 (25) октября — 18 (31) октября в различных отраслях промышленности бастовало свыше 2 млн человек. Эта всеобщая забастовка и, прежде всего, забастовка железнодорожников, и вынудили императора пойти на уступки. 17 (30) октября император издаёт Высочайший Манифест об усовершенствовании государственного порядка, провозгласивший гражданские права и свободы, как-то: свобода совести, свобода слова, свобода собраний и свобода союзов.
Издание «Манифеста 17 октября» привело к активизации партийной деятельности в Забайкалье. В Чите и других городах открываются отделения различных партий и организаций. Попытки властей усмирить революционеров уступками лишь способствовали разрастанию революционного движения. Читинский комитет РСДРП пополнил свои ряды освобождёнными с каторги политическими заключенными и профессиональными революционерами.
В такой напряжённой обстановке дальнейшая эскалация конфликта была неизбежна.

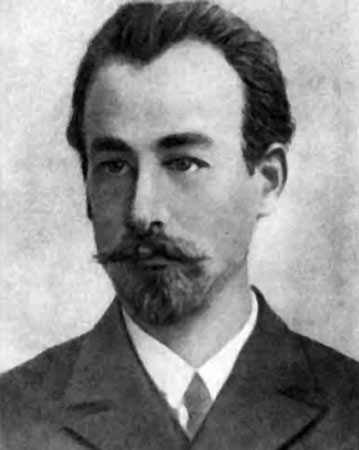
Виктор Константинович Курнатовский

### Ноябрь
В ноябре 1905 года в Чите прошел съезд социал-демократов. В состав областного комитета РСДРП вошли В. К. Курнатовский, М. В. Лурье, Н. Н. Кудрин, А. А. Костюшко-Волюжанич.
Создаётся Комитет Забайкальской железной дороги во главе с Я. М. Ляховским, взявший под контроль управление дорогой.

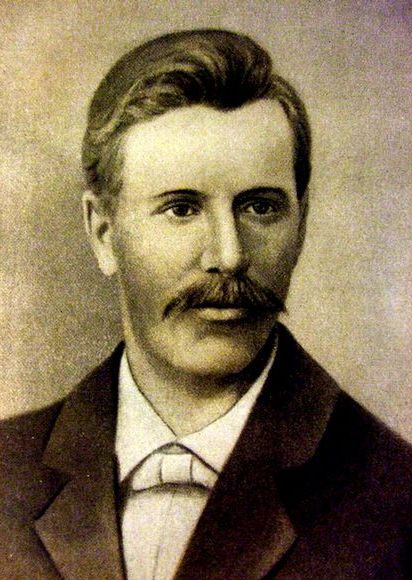
Иван Васильевич Бабушкин

3 (16) ноября в Читинских главных железнодорожных мастерских состоялось собрание солдат и казаков. Активная пропаганда областного комитета РСДРП фактически привела на сторону восставших пятитысячный гарнизон Читы.
8 (22) ноября на многотысячном собрании был избран Совет солдатских и казачьих депутатов и создана вооружённая рабочая дружина численностью 4 тысяч человек. Совет и дружину возглавил А. А. Костюшко-Волюжанич. В этот же день рабочие явочным порядком ввели 8-часовой рабочий день.

«Только с оружием в руках через труп самодержавия и капитала мы придем к социалистическому строю».— Из выступления А. А. Костюшко-Валюжанича перед рабочими
10 (24) ноября прошла пятитысячная демонстрация под охраной рабочей дружины. Демонстранты требовали освобождения из Читинской тюрьмы члена РСДРП Д. И. Кривоносенко и двух казаков. Областная власть исполнила требования демонстрантов и освободила заключённых.

### Декабрь
Губернатор Иван Холщевников формально сохраняет свою должность, но реального влияния на события, происходящие в Чите, уже не имеет. Прибытие из Маньчжурии части войск 2-го Читинского пехотного полка и штаба 1-й Сибирской стрелковой дивизии не изменило соотношения сил.
За время Русско-Японской войны в Чите на складах скопилось большое количество оружия и боеприпасов, что представляло интерес для восставших.
В начале декабря в Читу из Иркутска прибывает И. В. Бабушкин, введённый в состав комитета РСДРП. 22 ноября (5 декабря) и 29 ноября (12 декабря) вооруженная рабочая дружина под руководством А. А. Костюшко-Волюжанича начала захват оружия на военных складах и вагонах 3-го резервного железнодорожного батальона. Не встретив серьёзного сопротивления, дружинники захватили 1500 винтовок и боеприпасы.
С 24 ноября (7 декабря) под редакцией Курнатовского начала издаваться газета «Забайкальский рабочий» тиражом 8—10 тысяч экземпляров. Газета являлась органом Читинского комитета РСДРП.
28 ноября (11 декабря) проходит Съезд смешанных комитетов ЗабЖД. Съезд призвал рабочих взять власть на дороги в свои руки.
7 (20) декабря делегацией под руководством Курнатовского были освобождены 15 матросов с транспорта «Прут» содержавшихся в Акатуйской каторжной тюрьме.
В ночь с 8 (21) декабря на 9 (22) декабря декабря революционерами на станции Чита-1 было захвачено ещё 2 тысячи винтовок.
На митинге работников почты и телеграфа было принято единогласное решение о безотлагательном изъятии почты и телеграфа из рук правительства. Захват почты и телеграфа в Чите произошёл 22 декабря — воинские посты, охранявшие здание почтово-телеграфной конторы, были заменены постом рабочей милиции.

### Январь
9 (22) января 1906 года, в годовщину «Кровавого воскресенья» в Чите и других городах прошли демонстрации, в которых приняли участие более 5 тысяч человек.
В январе Читинские восставшие сосредоточили свои усилия на захвате оружия. 23 декабря (5 января) и 29 декабря 1905 (11 января 1906) года на станции Чита-1 произошли крупные захваты оружия. В распоряжении Совета рабочих дружин оказалось более чем 36 тысяч винтовок, 200 револьверов, взрывчатка и боеприпасы.
27 декабря 1905 (9 января 1906) года 300 винтовок было доставлено в Верхнеудинск, ещё 3 вагона с оружием направлены на Мысовую, Слюдянку и в Иркутск. Оружие сопровождала группа революционеров во главе с И. В. Бабушкиным. В это же время с запада для подавления восстания в Чите двигалась карательная экспедиция генерала А. Н. Меллер-Закомельского. Каратели задержали Бабушкина и пять его товарищей на станции Слюдянка. 5 (18) января 1906 года Бабушкин и телеграфисты Клюшников, Савин, Ермолаев и Бялых были расстреляны без суда на станции Мысовая.
Помимо экспедиции Меллер-Закомельского для подавления восстания были направлены войска во главе с генералом П. К. Ренненкампфом, которые двигались в Забайкалье из Маньчжурии. 4 (17) января 1906 на станции Борзя карательной экспедицией генерала П. К. Ренненкампфа был расстрелян член Читинского комитета РСДРП А. И. Попов (Коновалов).
В конце января для восставших сложилась непростая обстановка. Читинский комитет РСДРП направил два подрывных отряда, которые должны были задержать продвижение карательных экспедиций в Читу, однако их действия завершились неудачей.
В связи с изоляцией Читинской республики карательными экспедициями генералов А. Н. Меллер-Закомельского и П. К. Ренненкампфа, РСДРП и Совет рабочих дружин решили не оказывать прямого сопротивления, а перейти к партизанским методам борьбы.

## Подавление восстания
22 января (4 февраля) 1906 карательная экспедиция генерала П. К. Ренненкампфа вошла в Читу без единого выстрела, не встретив сопротивления.
С должности губернатора был смещён И. В. Холщевников, обвинённый в пособничестве революционерам (позже дело пересмотрено), проведены массовые аресты участников восстания. Активные революционеры решением военного суда приговорены к смертной казни через повешенье, однако четверым (А. А. Костюшко-Валюжаничу, Э. В. Цупсману, П. Е. Столярову, И. А. Вайнштейну) виселицу заменили расстрелом, а остальным каторгой.
2 (15) марта 1906 на склоне Титовской сопки расстреляны руководители вооружённого восстания:
- Костюшко-Валюжанич Антон Антонович, член Читинского комитета Российской социал-демократической рабочей партии, председатель Совета рабочих дружин[16].
- Цупсман Эрнест Видович, помощник начальника железнодорожной станции Чита-1[17].
- Столяров Прокопий Евграфович, рабочий Главных железнодорожных мастерских[18].
- Вайнштейн Исай Аронович, приказчик Общества потребителей служащих и рабочих Забайкальской железной дороги[19].

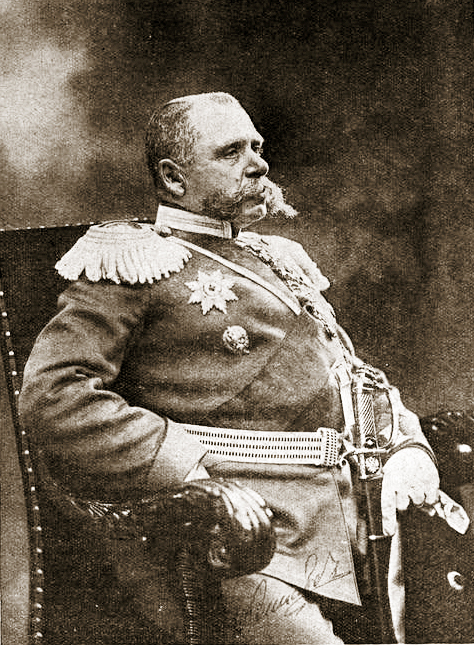
Павел Карлович Ренненкампф

До 8 (21) мая 1906 года к смертной казни было приговорено 77 человек, 15 — к каторжным работам, 18 заточены в тюрьму. Из главных железнодорожных мастерских и депо было уволено и выслано из Читы более 400 рабочих. Активизирована деятельность жандармов и полиции.

«…Главные виновники все арестованы, но некоторые скрылись. Предполагаю судить их учреждённым мною временным военным судом. Пришлось арестовать почти всех нижних чинов 3-го резервного железнодорожного батальона, мятеж в котором достиг предела; при аресте убит мятежником офицер того же батальона подпоручик Иващенко. Членов образовавшегося здесь военного союза наличных арестовал, отсутствующих разыскивают. Газеты революционного направления во всей области приказал закрыть, типографии запечатать, редакторов и издателей арестовать…».— Из донесения П. К. Ренненкампфа Николаю II о подавлении вооруженного восстания в Чите (23 января (5 февраля) 1906)
После подавления восстания Читинский комитет РСДРП продолжал свою деятельность в подполье. К 1 мая 1906 года по Чите вновь были расклеены революционные листовки. За 1906 год в Забайкалье состоялось 15 стачек рабочих, крестьянские волнения прошли в 53 селениях, в воинских частях — 6 выступлений. Несмотря на продолжившуюся работу подполья после подавления Читинской республики революционные процессы пошли в Забайкалье на спад. Так в первой половине 1907 года состоялось всего 3 стачки, 5 крестьянских выступлений, 4 солдатских выступления.

## Память
- На месте казни участников вооружённого восстания в Чите и организаторов Читинской республики у подножия Титовской сопки установлен памятник А. А. Костюшко-Валюжаничу, Э. В. Цупсману, П. Е. Столярову, И. А. Вайнштейну. Памятник установлен в 20-ю годовщину расстрела революционеров. Это был один из первых памятников, установленных в Чите в годы Советской власти[21].
- Именами Костюшко-Валюжанича, Столярова, Курнатовского, Бабушкина названы улицы в Центральном районе города Читы, улица в Святошинском районе города Киева.
- Имена Цупсмана, Вайнштейна и Баранского присвоены улицам в Железнодорожном районе города.
- Именем А. И. Попова (Коновалова) названа улица в Борзе.
- Именем А. К. Кузнецова назван Забайкальский краевой краеведческий музей.